# Forat negre

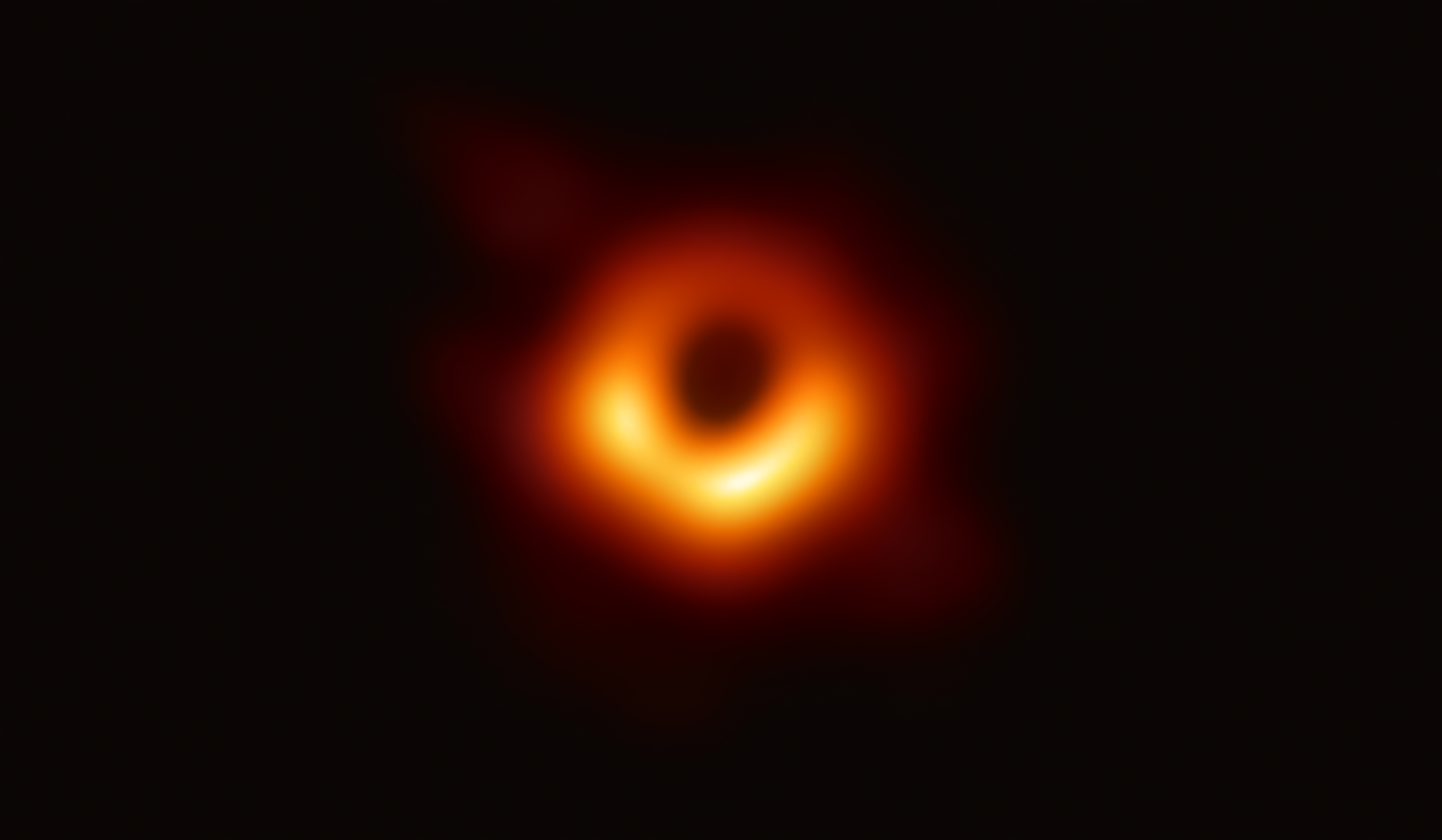
El forat negre supermassiu situat al nucli de la galàxia Verge A. Es tracta de la primera imatge obtinguda d'un forat negre, l'abril de 2019 en el marc del projecte Event Horizon Telescope.

En astronomia, un forat negre és una concentració de matèria d'altíssima densitat, tal que la seva força gravitatòria és tan elevada que la velocitat d'alliberament és superior a la velocitat de la llum. Per tant, res que es trobi dins del seu horitzó d'esdeveniments pot escapar-se'n, excepte per mitjà de l'efecte túnel quàntic. El terme «forat negre» no s'ha d'entendre com un «forat» en el sentit usual del terme, sinó com una regió de l'espai de la qual res no pot escapar, ni tan sols la llum. És per aquest motiu que se'ls anomena «negres».
En el centre d'un forat negre, segons prediu la relativitat general, hi ha sempre una singularitat, un punt de densitat i gravetat infinites que arriba a un volum nul i a un radi zero. Aquests «infinits» i «zeros» el que realment demostren és que la relativitat general no és adequada per descriure'ls i que probablement es necessita una teoria quàntica de la gravetat.
L'horitzó d'esdeveniments és la superfície que marca el límit des del qual ja res no es pot escapar, en què la llum orbita el forat i és el límit estàtic, a l'interior del qual ja només hi ha un camí, el que marca la gravetat. L'ergosfera és la part que queda per fora de l'horitzó d'esdeveniments, de la qual, en teoria, encara es pot escapar. La matèria que cau en un forat negre usualment forma un disc d'acreció. Segons el mateix Albert Einstein, el radi de Schwarzschild és infranquejable, és a dir, no es pot formar un forat negre per esfondrament gravitatori.

## Història

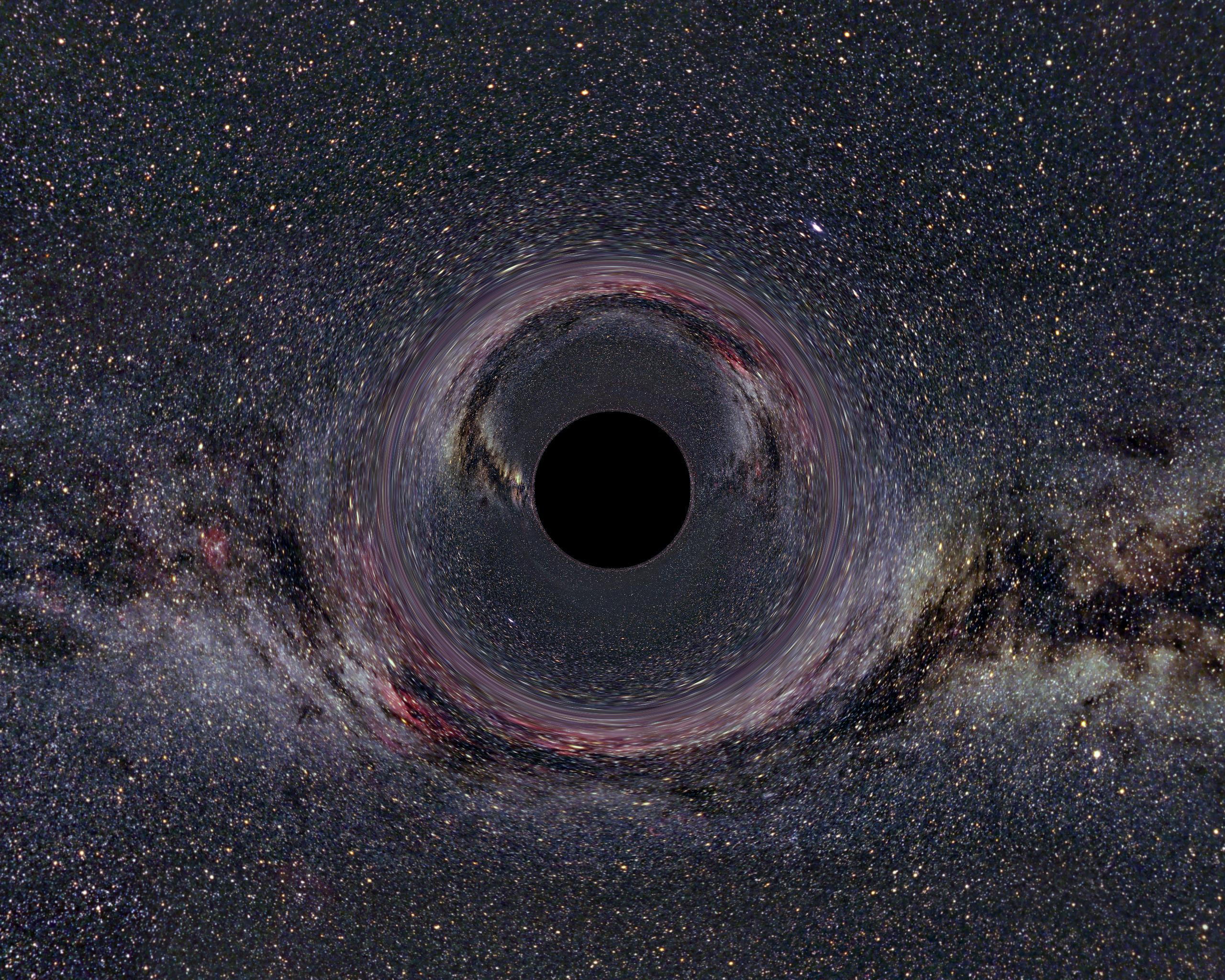
Vista simulada d'un forat negre davant de la Via Làctia. El forat té 10 masses solars i es troba a una distància de 600 km

Simulació d'una lent gravitatòria d'un forat negre que distorsiona l'observació d'una galàxia en el rerefons

La idea d'un cos tan massiu del qual ni tan sols la llum pot escapar va ser exposada per primer cop pel geòleg John Michell en una carta escrita el 1783 a Henry Cavendish de la Royal Society (en què l'anomena estrella fosca o negra):
| «              | Si el semidiàmetre d'una esfera de la mateixa densitat del Sol superés la mida en 500 vegades, un cos que caigués des d'una alçada infinita cap al cos hauria adquirit en la seva superfície més velocitat que la llum, i en conseqüència, si suposem que la llum és atreta per la mateixa força en proporció a la seva via Friederich, per altres cossos, tota la llum emesa per un cos com aquest giraria cua a causa de la seva pròpia gravetat. | » |
| — John Michell | |   |

El 1796, el matemàtic Pierre-Simon Laplace va promoure la mateixa idea en la primera i segona edició del seu llibre Exposition du système du Monde (però va ser extret de les edicions següents). Aquest tipus d'«estrelles negres» van ser llargament ignorades en el segle xix, temps en què es creia que la llum era una ona sense gens de massa i, per tant, no influïda per la gravetat i es conjecturava que l'objecte que hi havia rere l'horitzó d'esdeveniments era estable contra el col·lapse.
El 1915, Albert Einstein va desenvolupar la seva teoria de la relativitat amb la qual demostrà que la gravetat influïa en el moviment de la llum. Pocs mesos després, Karl Schwarzschild va proposar una solució per al camp gravitatori d'una massa puntual i una d'esfèrica -la mètrica de Schwarzschild-, mostrant que un forat negre podria teòricament existir. El radi de Schwarzschild és conegut per ser el radi de l'horitzó d'esdeveniments d'un forat negre sense rotació, però no va ser ben entès en aquells temps i, de fet, el mateix Schwarzschild va creure que no era físic. Johannes Droste, un estudiant de Hendrik Lorentz, va proposar independentment la mateixa solució per al punt de massa i, pocs mesos després de Schwarzschild, va escriure-hi les seves propietats amb més extensió.
El 1930, l'astrofísic Subrahmanyan Chandrasekhar va calcular, fent servir la relativitat general, que un cos que no giravoltés d'1,44 masses solars (el límit de Chandrasekhar) col·lapsaria. Els seus arguments eren discutits per Arthur Eddington, que creia que alguna cosa aturaria inevitablement el col·lapse. La idea d'Eddington era parcialment correcta: un nan blanc que sobrepassés lleugerament el límit de Chandrasekhar col·lapsaria en un estel de neutrons. Però el 1939, Robert Oppenheimer i d'altres varen predir que els estels que tenen aproximadament més de tres masses solars (el límit de Tolman-Oppenheimer-Volkoff) col·lapsarien en forats negres per les raons presentades per Chandrasekhar.
Oppenheimer i els seus coautors van fer servir el sistema de coordenades de Schwarzschild (les úniques coordenades disponibles el 1939), que va produir singularitats matemàtiques en el radi de Schwarzschild: en altres paraules, alguns dels termes de l'equació esdevenen infinits en el radi de Schwartschild. Això va ser interpretat com un indicador que el radi de Schwarzschild era el límit d'una bombolla en la qual s'aturava el temps. Aquest és un punt de vista vàlid per a observadors externs, però no per a observadors que s'hi precipitin.
A causa d'aquesta propietat, les estrelles col·lapsades varen ser conegudes -durant un temps breu- com a «estels congelats», ja que un observador extern veuria la superfície de l'estel congelada en el temps en el moment en què el col·lapse s'esdevé dins del radi de Schwarzschild. Aquesta és una propietat coneguda dels forats negres tal com avui els entenem, però cal remarcar que la llum de la superfície de l'estel congelat es desplaça cap al roig molt de pressa, esdevenint un forat negre amb molta celeritat. Molts científics no podien acceptar la idea del temps aturat, encara que fos en el radi de Schwarzschild, i hi va haver poc d'interès en la matèria durant més de vint anys.
El 1958, David Finkelstein va introduir el concepte d'horitzó d'esdeveniments per presentar les coordenades Eddington-Finkelstein, que permetien mostrar que «la superfície de Schwarzschild r = 2 m no és una singularitat, sinó que actua com una perfecta membrana unidireccional: les diferències causals la poden travessar només en un sentit». Això no contradiu estrictament els resultats d'Oppenheimer, però els va estendre al punt de vista dels observadors que s'hi precipitessin. Totes les teories fins a aquell moment, incloent-hi la de Finkelstein, només cobrien els forats negres no rotatoris.
El 1963, Roy Kerr va trobar la solució exacta per a un forat negre rotatori. La singularitat rotatòria d'aquesta solució era un anell, i no un punt. Poc de temps després, Roger Penrose va ser capaç de demostrar que les singularitats es produïen a l'interior del forat negre.
El 1967, els astrònoms varen descobrir els púlsars, i en pocs anys es va poder demostrar que els púlsars coneguts eren estels de neutrons giravoltant molt ràpidament. Fins llavors, els estels de neutrons havien estat relegats a curiositats teòriques. Així, descobrir-los va despertar l'interès en tota mena d'objectes ultradensos que poden ser el resultat del col·lapse gravitatori d'un gran estel.
El físic John Wheeler fou qui va encunyar el terme forat negre el 1967 amb la lectura d'Our Universe: the Known and Unknown (El nostre univers: el conegut i el desconegut), com una alternativa a la denominació més alambinada d'«estel completament col·lapsat gravitatòriament». Tanmateix, i potser per la indubtable connotació sexual de la denominació, Wheeler insistia que algú altre havia fet servir el terme durant la conferència i que ell simplement l'havia adoptat com una útil paraula curta. El terme també va ser citat el 1964 en una carta d'Anne Ewing a AAAS:
| «                           | D'acord amb la teoria de la relativitat general d'Einstein, de manera que vagi sent massa afegida a una estrella degenerada, tindrà lloc un col·lapse sobtat i el camp gravitatori intens de l'estrella es tancarà en si mateix. Una estrella com aquesta forma un «forat negre» en l'univers. | » |
| — Ann Ewing, letter to AAAS | |   |

El 10 d'abril de 2019 es va donar a conèixer la primera imatge real d'un forat negre.

## Tipus de forats negres

### Segons l'origen
- Forats negres primordials: creats d'hora en la història de l'Univers, amb masses variades. Cap no ha estat mai observat.
- Forats negres supermassius: amb masses de diversos milions de masses solars. Aquests es formen en el mateix procés que origina els grans agregats de matèria de l'Univers -els cúmuls globulars, les galàxies, els cúmuls de galàxies i els supercúmuls de galàxies- i n'ocupen el centre de gravetat.
- Forats negres de massa intermèdia: tenen una massa d'uns quants milers de masses solars. Poden ser una possible font de raigs X de gran intensitat. L'any 2004, es va detectar un candidat a forat negre de massa intermèdia orbitant: el forat negre supermassiu Sagittarius A*, al centre de la Via Làctia.
- Forats negres de massa solar: aquests es formen quan un estel de massa 3 vegades major que la del Sol esclata tot esdevenint una supernova: aleshores, el nucli es concentra en un volum molt petit que cada vegada es va reduint més fins a esdevenir un forat negre.

### Adimensionals/unidimensionals
- Forat negre de Schwarzschild: si el forat negre és adimensional.
- Forat negre d'Einstein: si és unidimensional. Una evolució d'aquests darrers són els forats de cuc, que, en teoria, poden ser portes en l'espaitemps que podrien comunicar dos punts llunyans de l'Univers o del temps.

## Formació i evolució
A causa de l'exòtica natura dels forats negres, és natural preguntar-se si aquesta mena d'objectes podrien realment existir o si són meres solucions extremes de les equacions d'Einstein. El mateix físic alemany creia erròniament que els forats negres no es podrien formar, ja que suposava que el moment angular de les partícules col·lapsant-se n'estabilitzaria el moviment en algun radi. Això va portar la comunitat de científics que estudiava la relativitat general a descartar tots els resultats que indicaven el contrari durant diverses dècades.
Però una minoria de relativistes continuava creient que els forats negres eres objectes físics i, cap al final dels anys 60, havien persuadit la majoria d'investigadors de camp que no hi havia obstacle per a la formació d'un horitzó d'esdeveniments.
Roger Penrose va provar que un cop es forma un horitzó d'esdeveniments, s'hi crearà una singularitat en algun punt interior. Més tard, Stephen Hawking va demostrar que moltes solucions cosmològiques que descriuen el big-bang tenen singularitats, en absència de camps escalars o altres elements exòtics (vegeu els teoremes de la singularitat Penrose-Hawking). La solució de Kerr, el teorema de la calvície i les lleis de la termodinàmica dels forats negres varen mostrar que les propietats físiques dels forats negres eren simples i comprensibles, cosa que els convertia en temes respectables de recerca. El procés de formació primari dels forats negres s'espera que sigui el col·lapse gravitatori d'objectes pesants com els estels, però també hi ha processos més exòtics que poden conduir a l'aparició de forats negres.

### Col·lapse gravitatori
El col·lapse gravitatori s'esdevé quan la pressió interna d'un objecte és insuficient per aguantar la mateixa gravetat. Normalment, en els estels això passa perquè li queda massa poc «combustible» per a poder mantenir la temperatura o perquè un estel fins al moment estable rep una gran quantitat de matèria externa que no n'eleva la temperatura. En qualsevol cas, la temperatura de l'estel no és prou potent com per a evitar-ne el col·lapse sobre el seu propi pes.
El col·lapse pot ser aturat per la pressió de degeneració dels materials que formen l'estel, els quals es condensen en un estat exòtic més dens. El resultat n'és un dels diversos tipus d'estels compactes. El tipus d'estel compacte que es forma depèn de la massa del romanent, és a dir, de la massa que resta després del col·lapse o després que amb una explosió de supernova s'hagin expulsat els materials de les capes externes, formant una nebulosa planetària. Aquests poden tenir substancialment menys massa que els estels originals, ja que els romanents que sobrepassen les 5 masses solars són produïts per estels que tenien més de 20 masses solars abans del col·lapse.

## Localització
Es creu que en el centre de la majoria de les galàxies (entre aquestes, la Via Làctia) hi ha forats negres supermassius, encara que la majoria són actualment inactius. Les galàxies amb el nucli actiu, com les galàxies de Seyfert, les radiogalàxies o els blazars, es creu que són galàxies amb un forat negre encara actiu en el nucli. Les emissions es produeixen a causa de la matèria del disc d'acreció que es forma al voltant de l'horitzó d'esdeveniments.
El descobriment de forats negres en cúmuls globulars és relativament recent, i era fins aleshores el tipus de forat negre perdut entre els forats supermassius i els de mida estel·lar.
Les observacions fetes amb el Hubble han confirmat l'existència de forats negres. Segons la física teòrica, aquest objectes són tan densos que cap cosa no pot escapar a la seva força gravitatòria, ni tan sols la llum. Això equival a dir que són invisibles per definició. Ara bé, si quelcom cau dins d'un forat negre, abans que desaparegui de l'Univers observable, es desintegrarà violentament, emetent una intensa radiació d'alta energia. En la cerca de forats negres, les condicions que cal imposar als candidats són les següents: 
- Que emetin energia molt intensament.
- Que aquesta energia procedeixi d'una regió petita.
- Que tot giri molt ràpidament al voltant d'aquesta regió.

Hi ha algunes regions que compleixen tots els requisits.
Ja s'havien descobert forats negres en galàxies actives. Un equip d'astrònoms dirigit per Doug Richstone ha anunciat ara el descobriment de tres galàxies normals que contenen forats negres gegants a l'interior. Aquests forats negres tenen una massa equivalent a la de milions d'estels com el Sol. Possiblement, van ser els motors de quàsars fa molt de temps.
M 87És a 50 milions d'anys llum de nosaltres, a la constel·lació de Virgo. El 1917, es va descobrir una expansió en forma de dit sortint del nucli d'M87. Als anys cinquanta, es va comprovar que aquesta galàxia emetia també enormes quantitats d'energia en forma d'ones de ràdio. A les millors imatges, s'hi veia sortir del nucli un estret raig de forma cònica, amb condensacions d'uns 10 anys llum de diàmetre: una mida petita a escala galàctica.
NGC 1068És una galàxia activa de Seyfert de tipus 2 que es troba a uns 60 milions d'anys llum de nosaltres. Aquestes galàxies tenen un nucli que brilla amb un esclat 1.000 milions de vegades més gran que el del Sol. També presenten variacions de lluminositat amb un període de pocs dies. Això implica que el focus d'on prové l'energia ha d'ocupar un espai d'uns pocs dies llum de diàmetre.

## Detecció
A causa de les seves característiques físiques, els forats negres només es poden detectar per la influència que exerceixen en el seu entorn. La majoria de candidats a forat negre formen part de sistemes binaris amb un component invisible (el forat negre) o de nuclis de galàxies o cúmuls globulars. Aquests darrers es detecten per la major velocitat que tenen els estels en les seves proximitats i per les emissions de raigs gamma que s'hi produeixen per la caiguda de matèria cap a l'interior.
Cal dir que fins ara no hi ha proves directes de l'existència dels forats negres, però és compatible amb les teories actuals de la física i l'astrofísica, encara que hi alguns físics que no estan d'acord amb la seva existència.
Els forats negres provoquen una extrema distorsió en l'espaitemps. Un forat negre és completament invisible, si no hi ha un estel, un planeta o un satèl·lit de massa considerable a prop seu. El forat negre absorbeix tota la matèria que troba al seu entorn: llum, planetes, materials interestel·lar, etc.

## Conceptes relacionats

### Forat de cuc

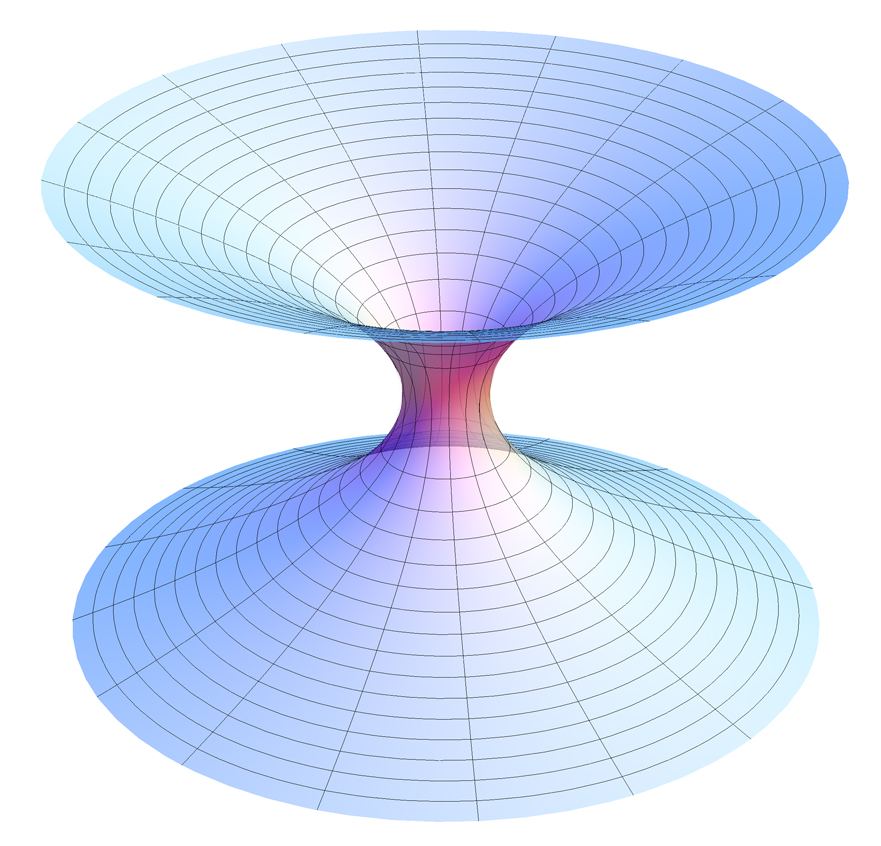
Esquema d'un forat de cuc de Schwarzschild

La relativitat general descriu la possibilitat de configuracions en les quals dos forats negres estan connectats entre si. Aquesta configuració se sol anomenar forat de cuc. Els forats de cuc han inspirat sovint els autors de ficció científica, ja que poden oferir un mitjà per viatjar ràpidament a través de llargues distàncies i fins i tot en el temps. En la pràctica, configuracions com aquestes semblen completament inviables en l'astrofísica, ja que cap procés conegut sembla permetre la formació d'aquests objectes.

### Entropia i radiació de Hawking
El 1971, Stephen Hawking va demostrar que la suma de les superfícies dels horitzons d'esdeveniments d'una col·lecció de forats negres mai no pot disminuir, fins i tot si xoquen entre si o es fusionen. Aquesta llei és notablement semblant a la segona llei de la termodinàmica, si fem equivaldre aquestes àrees dels horitzons d'esdeveniments a l'entropia. Com que els forats negres són objectes de temperatura zero, hom suposava que els forats negres tenien entropia zero. Si aquest fos el cas, es violaria la segona llei de la termodinàmica, ja que quan la matèria entraria en un forat negre hi hauria una disminució de l'entropia total de l'Univers. Per tant, Jacob Bekenstein va proposar que un forat negre ha de tenir una entropia i que hauria de ser proporcional a l'àrea del seu horitzó. Ja que els forats negres clàssics no emeten radiació, el punt de vista termodinàmic semblava una simple analogia, puix que el zero de temperatura implica canvis infinits d'entropia infinita amb qualsevol addició de calor, cosa que implica l'entropia infinita. Tanmateix, el 1974, Hawking -aplicant la teoria quàntica de camps per a l'espai al voltant de la corba de l'horitzó d'esdeveniments- va descobrir que els forats negres emeten una forma de radiació tèrmica -anomenada radiació de Hawking-, relacionada amb l'efecte Unruh, la qual cosa implica que tenien una temperatura positiva. Això va enfortir l'analogia que s'estableix entre la dinàmica d'un forat negre i la termodinàmica: de les lleis de la mecànica de forat negre, es dedueix que l'entropia d'un forat negre no rotatiu és la quarta part de la superfície de l'horitzó. Es tracta d'un resultat universal que es pot ampliar a horitzons cosmològics com l'espai de Sitter. Més tard, es va suggerir que els forats negres són objectes de màxima entropia, la qual cosa significa que la màxima entropia d'una regió de l'espai és l'entropia del forat negre més gran que hi cap. Això va conduir al principi hologràfic.
La radiació de Hawking reflecteix una temperatura característica del forat negre, que es pot calcular a partir de la seva entropia. Com més cau la seva temperatura, més massa acumula el forat negre: com més energia absorbeix un forat negre, més fred es torna. Un forat negre amb aproximadament la massa de Mercuri tindria una temperatura d'equilibri amb la radiació de fons còsmic de microones (uns 2,73 K). Amb més massa que això, un forat negre seria més fred que la radiació de fons, guanyaria energia del seu voltant més de pressa del que en perdria amb la radiació de Hawking, i es refredaria cada vegada més. En canvi, en un forat de menys massa, aquest fet implica que la massa del forat negre s'evapora lentament amb el temps, alhora que esdevé cada cop més calent. Encara que aquests efectes són insignificants per a forats negres amb prou massa, que s'hagin format astronòmicament, sí que -en canvi- serien importants en uns hipotètics microforats negres, en què els efectes de la mecànica quàntica dominen. De fet, es preveu que aquests forats estan sotmesos a l'evaporació i podrien eventualment desaparèixer en una ràfega de radiació.
Tot i que la relativitat general pot ser utilitzada per a realitzar un càlcul semiclàssic de l'entropia d'un forat negre, aquesta situació és insatisfactòria en teoria. En mecànica estadística, l'entropia s'entén com el nombre de configuracions microscòpiques d'un sistema que tenen les mateixes qualitats macroscòpiques (com massa, càrrega elèctrica, pressió, etc.). Però sense una teoria satisfactòria de la gravetat quàntica, no es pot fer un càlcul com aquest per a un forat negre, malgrat que la teoria de cordes ha permès alguns avanços prometedors en aquest sentit.

### Articles científics
- Hawking, S. «Information loss in black holes». Physical Review D, 72, 2005, pàg. 084013. DOI: 10.1103/PhysRevD.72.084013. arΧiv:hep-th/0507171v2. Stephen Hawking's purported solution to the black hole unitarity paradox, first reported at a conference in July 2004.
- Ghez, A. M. «Stellar Orbits around the Galactic Center Black Hole». The Astrophysical Journal, 620, 2005, pàg. 744. DOI: 10.1086/427175. arΧiv:astro-ph/0306130v2. More accurate mass and position for the black hole at the centre of the Milky Way.
- Scott A. Hughes. Trust but verify: The case for astrophysical black holes, 2005. Lecture notes from 2005 SLAC Summer Institute.